# 2012年若開邦騷動
2012年若開邦暴動，是緬甸若開邦2012年6月開始的宗教種族衝突，起源於5月底一场强奸案；這一起刑案，造成了雙方既有的衝突爆發，形成了這次的動亂。並引起聯合國與國際輿論的注意。

## 背景
羅興亞人認為他們的祖先是在1820年代，英國殖民緬甸期間為了增加勞動人口從印度與孟加拉等地引入的，在緬甸主要聚集在若開邦北部。緬甸政府與當地主流民族則認為他們是1940年代的殘殺緬甸十萬佛教徒的孟加拉V支隊後裔，因此雖然羅興亞人已經在當地傳承多代，但是依然被當地人視為孟加拉人。此外羅興亞語屬於印歐語系，和屬於漢藏語系的緬甸語完全不同；羅興亞人是信奉伊斯蘭教的穆斯林，與緬甸主流信奉上座部佛教的情況相異，這都使得雙方的歧異度增加。
自1960年起就當地政府有多起排除羅興亞人的舉動，1983年開始將羅興亞人排除在緬甸的人口普查外，不受政府承認為公民，並遭受不平等的對待。由於這種背景導致羅興亞人與若開邦人保持長期的互相敵視。

## 過程

### 起因
2012年5月28日傍晚三個羅興亞人搶劫與姦殺一個若開人女性。6月3日一群佛教徒民眾以兇手在車上為由攻擊一台載滿羅興亞人的公車，導致10名羅興亞人的死亡，隨後引發羅興亞人的報復行動。雙方開始一連串的互相攻擊。6月10日政府開始在孟都實施宵禁(禁止在公共場所超過5人聚集)，並在該地區部署軍隊試圖控制這場動亂，雖然依然接二連三發生衝突，但最後還是開始獲得控制。截至6月14日，官方統計有29人傷亡-16個穆斯林和13個佛教徒。估計30,000人因暴力事件而流離失所。2,528房屋被燒毀，其中1,336屬於羅興亞人和1,192屬於若開佛教徒。

### 餘波
6月18日，當初涉及性侵殺人案的三名羅興亞青年，除一名畏罪自殺者外，其他二名皆遭判死刑。
7月2日，緬甸國營的「緬甸新光報」報導指出涉及攻擊公車導致十名穆斯林死亡的事件，已有三十名疑犯遭到逮捕。
為了解決與羅興亞人發生的衝突，緬甸總統登盛向孟加拉提出將緬甸的羅興亞人遣散到孟加拉的計畫，但是遭受孟加拉拒絕；先前孟加拉也吸收了部分難民但是之後就開始拒絕羅興亞難民的移入。此外這項提案也遭受聯合國的反對。
9月2日，緬甸曼德勒（Mandalay）有佛教僧侶發起遊行，支持登盛的遣散提案以及抗議國際社會基於同情羅興亞人的介入行為。

### 十月衝突再起
10月21日，動亂死灰復燃；緬甸官方在28日公布的統計中提及共有82人死亡、22587名居民失去家園，其中21700為穆斯林，共有4665間房屋因人為縱火而毀壞。
10月31日，緬甸國營電視台公布緬甸總統辦公室的聲明，宣稱已經掌握了一些證明這場衝突為有心人士煽動的證據，但並未公布該組織或個人的姓名。
暴亂後，一部分羅興亞人被政府遣送到一些營地重新安置，未經批准不得擅自離開。若開族佛教徒也呼籲把無法證明三代合法居住在緬甸的羅興亞人逐回孟加拉國(這是該州近百萬穆斯林中的很大一部分)。

## 反應

### 國內
- 全國民主聯盟-呼籲“立即停止騷亂”。
- 88年代學生團體-恐怖主義行為，“無關佛教與伊斯蘭教，也與任何其他的宗教無關”。
- 全緬甸伊斯蘭教協會-“必須追究兇嫌的法律責任”，譴責“恐嚇和破壞無辜人民的生命財產”。
- 一些分析家認為，騷亂和衝突是由軍方策動，目的是要令昂山素季在她的歐洲巡演難堪，以重新確立自己的權威，或者轉移矛盾。
- 2012年8月總統吳登盛宣布成立27名成員組成的委員會，調查暴力。該委員會將包括不同政黨的成員和宗教組織。

### 國際
- 歐盟-在2012年早些時候，歐盟解除一些對緬甸的經濟和政治制裁。截至7月22日，歐盟外交官監測該國的局勢，並分別與官員接觸。
- 伊斯蘭會議組織 - 8月15日，伊斯蘭會議組織的一個會議上譴責緬甸當局對羅興亞人的暴力和剝奪公民權，並誓言把事情提交聯合國大會。同年十月，伊斯蘭合作組織已與緬甸政府達成協議，以建立一個辦公室幫助羅興亞人，但是在佛教壓力下此舉被拋棄。
- 孟加拉 -孟加拉在加強邊境安全應對鄰國騷亂。無數難民船被邊防驅逐。
- 伊朗 -伊朗社會成員譴責襲擊事件，並呼籲其他穆斯林國家採取“堅定立場”反對暴力，在伊朗也發生抗議活動。
- 巴基斯坦 -在每週一次的新聞發布會上，外交部發言人穆阿扎姆·阿里·汗說：“我們很關注這個問題，但也有報導說，事情已經出現好轉。” 他補充說，巴基斯坦希望緬甸當局作出必要的步驟，使局勢恢復控制。對反穆斯林騷亂的抗議是由在巴基斯坦不同的政黨和政治組織發起，誰呼籲政府，聯合國，提出伊斯蘭會議組織和人權組織採取通知的殺戮和保持緬甸責任。
- 沙特阿拉伯-阿布度拉國王下令撥出五千萬元援助羅興亞人，並說沙特阿拉伯有能力作為“全球穆斯林利益的守護者”。沙特阿拉伯大臣會議表示「譴責種族清洗運動和殘酷襲擊緬甸羅興亞穆斯林公民」，並呼籲國際社會保護緬甸的穆斯林。
- 英國-外務大臣傑里米·布朗告訴記者，他“深表關切”情況，而英國和其他國家會繼續密切留意事態發展。
- 美國-國務卿希拉里·克林頓，表示“美國國務院呼籲各方保持克制，並將會深切關注情況” 。